# Liste der Monuments historiques in Plainfaing
Die Liste der Monuments historiques in Plainfaing führt die Monuments historiques in der französischen Gemeinde Plainfaing auf.

## Liste der Immobilien
| Bezeichnung               | Beschreibung | Standort                                                          | Kennzeichnung | Schutzstatus     | Datum     | Bild |
| ------------------------- | ------------ | ----------------------------------------------------------------- | ------------- | ---------------- | --------- | ---- |
| Sägewerk von Les Fougères | Les Fougères | 1880 erbaut; 1993 ausgebrannt und anschließend abgebrochen (Lage) | PA00107219    | Inscrit gelöscht | 1986 2001 |      |

## Liste der Objekte
| Bezeichnung               | Beschreibung               | Standort                        | Kennzeichnung | Schutzstatus | Datum | Bild |
| ------------------------- | -------------------------- | ------------------------------- | ------------- | ------------ | ----- | ---- |
| Gemälde Heiliger Nikolaus | Ölfarbe auf Leinwand, 1788 | in der Kirche St-Nicolas (Lage) | PM88001669    | Classé       | 2010  |      |